# Omphale poeta
Omphale poeta är en stekelart som först beskrevs av Girault 1920.  Omphale poeta ingår i släktet Omphale och familjen finglanssteklar. Inga underarter finns listade i Catalogue of Life.